# Haregondanahalli, Hagaribommanahalli
Haregondanahalli là một làng thuộc tehsil Hagaribommanahalli, huyện Bellary, bang Karnataka, Ấn Độ.